# Maria Manoliu-Manea
Maria Manoliu-Manea (Galați, 1934) és una lingüista i professora universitària estatunidenca d'origen romanès.
L'any 1995 es llicencià en Filologia romanesa i l'any 1966 es doctorà en Lletres a la Universitat de Bucarest. L'any 1979 s'establí als Estats Units d'Amèrica. Fou presidenta de l'Acadèmia d'Arts i Ciències Amèrica-Romanesa entre 1982 i 1994, així com de l'Associació Americana d'Estudis Romanesos entre 1986 i 1988. L'any 1993 fou escollida membre d'honor de l'Acadèmia Romanesa. Impartí classes, com a docent del departament de lingüística romànica, a la Universitat de Bucarest entre 1957 i 1978. Fou professora visitant de la Universitat de Düsseldorf l'any 1994 i, gràcies a la beca Fulbright, professora a la Universitat de Chicago entre 1972 i 1974, i de la Universitat de Bucarest l'any 1991. Des de 1979 imparteix lliçons des de departament de francès i italià al campus de la Universitat de Califòrnia situat a Davis, de la que n'ha esdevingut professora emèrita.

## Obres
- Sistematica substitutelor din româna contemporanǎ standard ("Sistemàtica dels substituts del romanès contemporani estàndard") (1968)[1]
- Introducere în lingvistica romanică ("Introducció a la lingüística romànica") (amb Iorgu Iordan, 1965)
- Gramatica comparată a limbilor romanice ("Comparativa gramàtica de les llengües romàniques") (1971)[1]
- Structuralismul lingvistic (lecturi critice) ("Estructuralisme lingüístic (lectura crítica)") (1973)[1]
- Tipología e História: Elementos de Sintaxis comparada románica ("Tipologia i història: Elements de la sintaxi comparativa romànica") (1985)
- Pragmatic and Discourse Constraints on Grammatical Choices ("Restriccions pragmàtiques i de discurs sobre les opcions gramaticals") (1994)